# Schaffhouse-sur-Zorn
 Schaffhouse-sur-Zorn (en alsacià Schaffhüse) és un antic municipi i actual municipi delegat francès, situat a la regió del Gran Est, al departament del Baix Rin. L'any 1999 tenia 349 habitants.
A finals del 2016 es va unir al municipi de Hochfelden per crear el nou municipi de Hochfelden.

## Demografia
| 1962 | 1968 | 1975 | 1982 | 1990 | 1999 |
| ---- | ---- | ---- | ---- | ---- | ---- |
| 249  | 270  | 249  | 307  | 307  | 349  |

## Administració
| Període | Identitat          | Partit |
| ------- | ------------------ | ------ |
| 2001-   | Pierre-Paul Krauth |        |